# هيكاما
الهيكاما أو اللوبيا البصلية مسننة الحوافي (الاسم العلمي: Pachyrhizus erosus) (بالإنجليزية: jicama)‏ هي نوع من النبات يتبع جنس اللوبيا البصلية من فصيلة البقولية. وتعتبر من الخضروات منخفضة الكربوهيدرات.

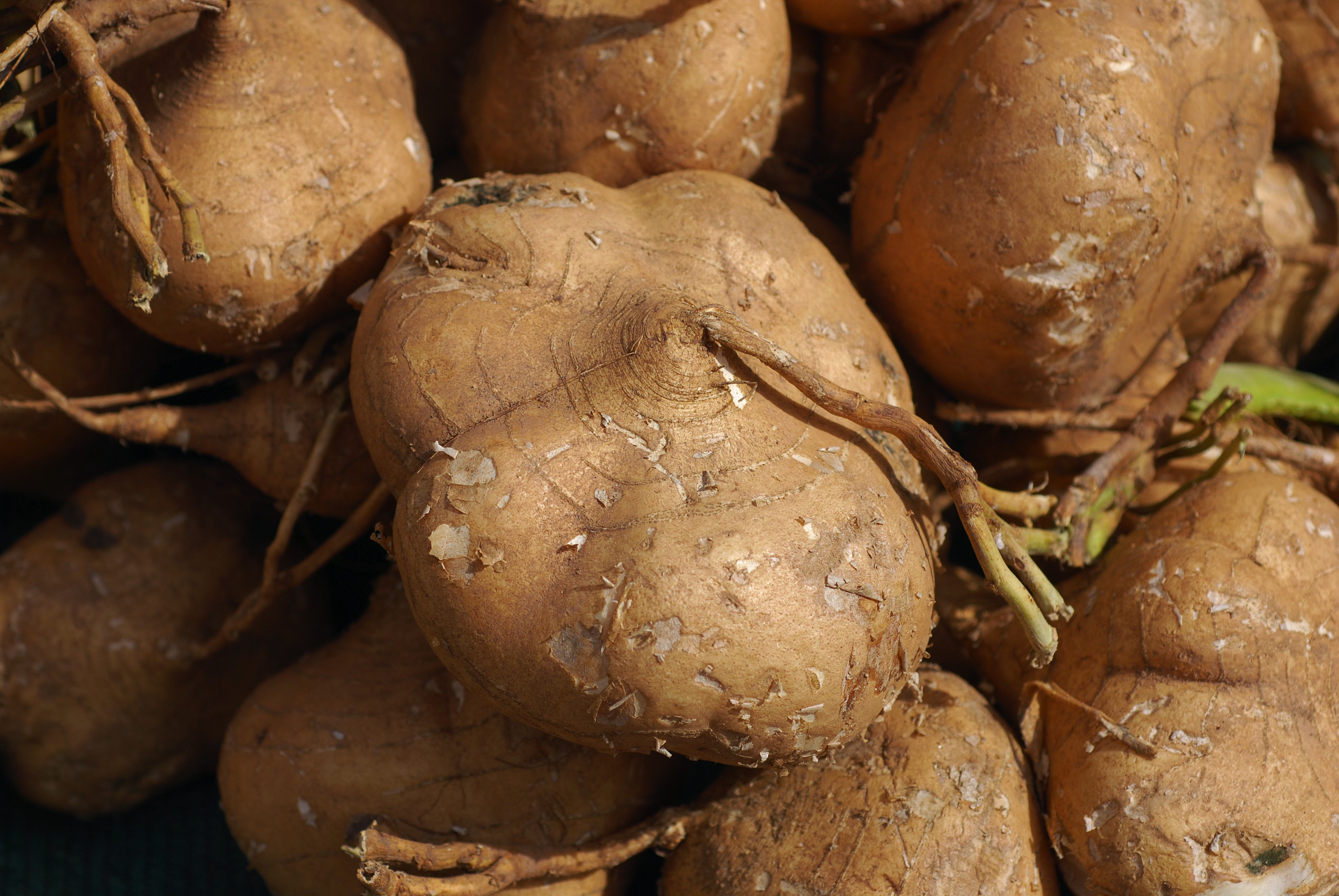
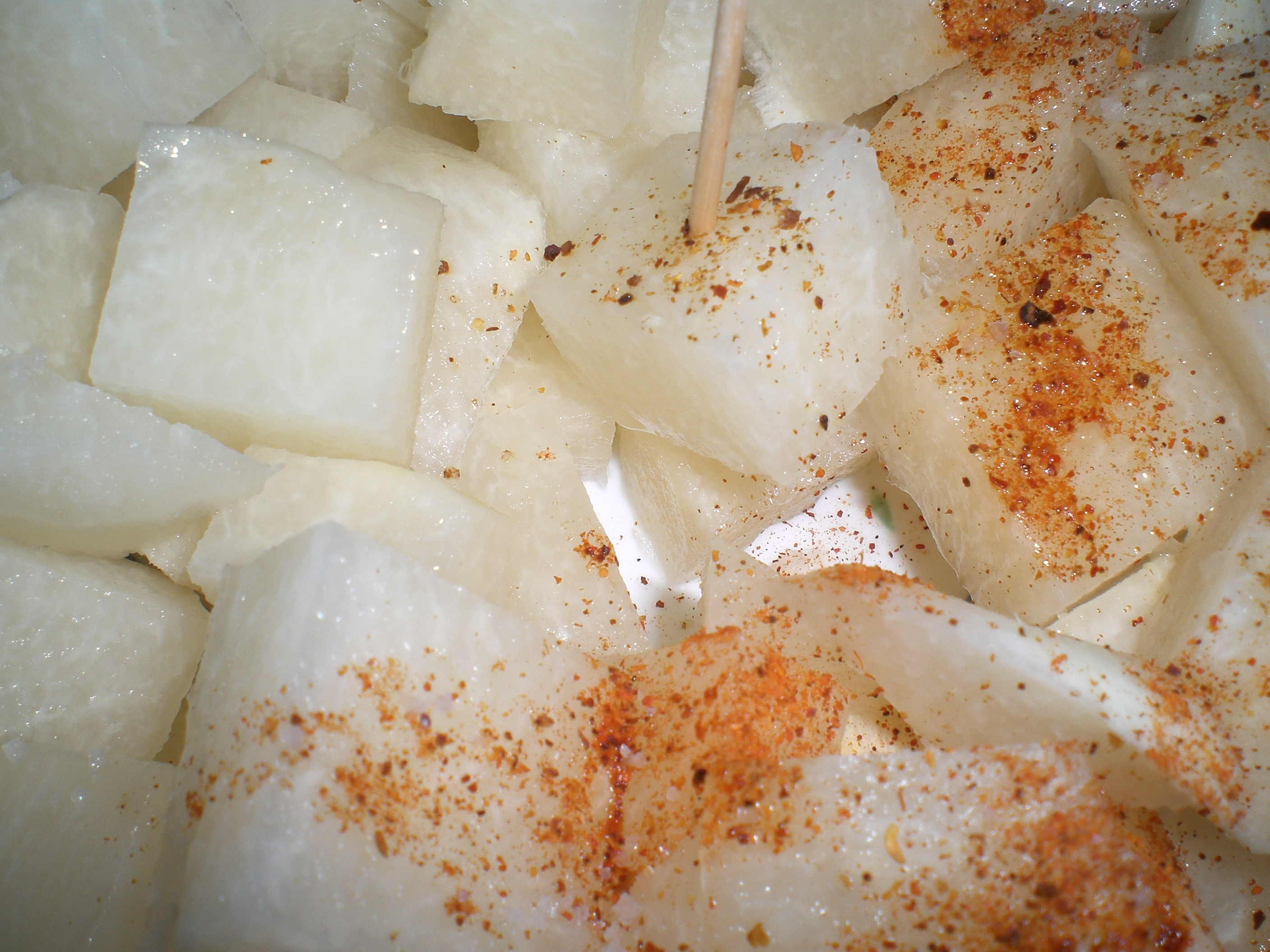
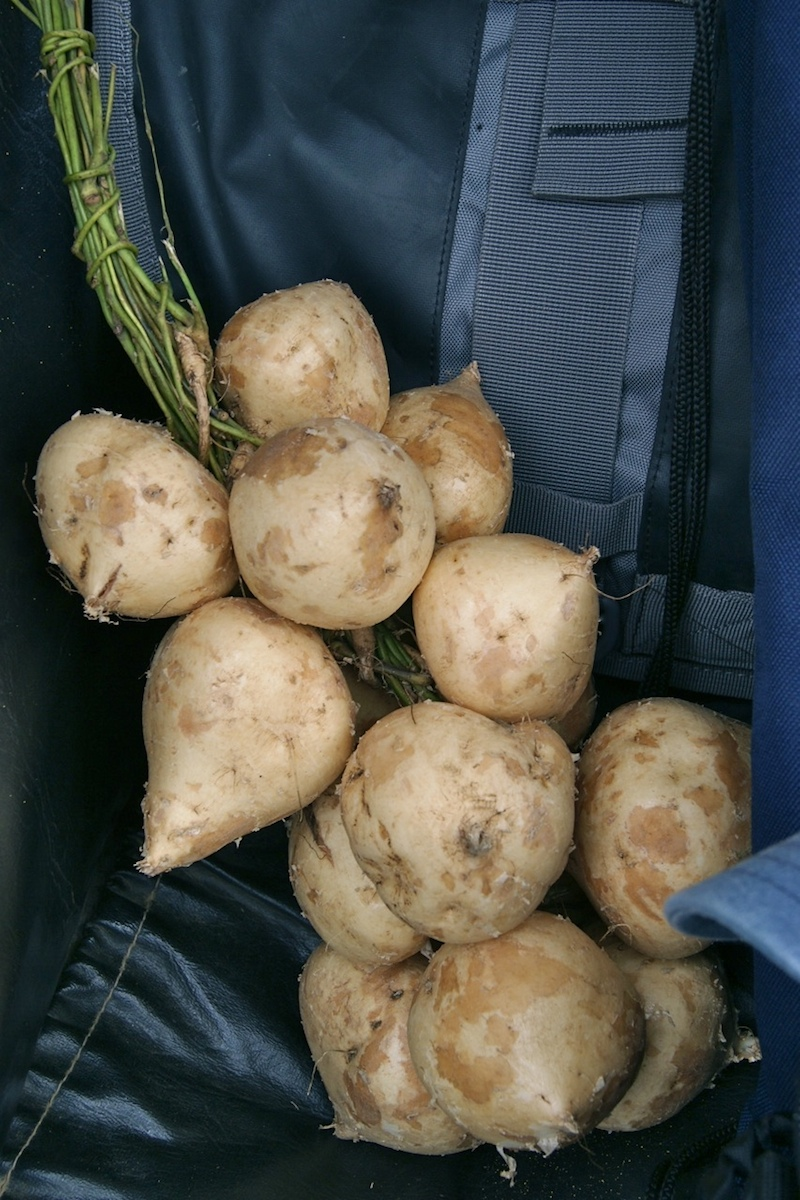